# Selezioni giovanili della nazionale femminile di pallavolo degli Stati Uniti d'America
Le selezioni giovanili della nazionale femminile di pallavolo degli Stati Uniti d'America sono gestite dalla federazione pallavolistica degli Stati Uniti d'America (USA Volleyball) e partecipano ai tornei pallavolistici internazionali per squadre nazionali femminili limitatamente a specifiche classi d'età.

## Under 23
La selezione nazionale under 23 rappresenta gli Stati Uniti d'America nelle competizioni internazionali dove il limite di età è di 23 anni.
| 2013 | 4º posto        |
| 2015 | non qualificata |
| 2017 | non qualificata |

| 2012 | non qualificata |
| 2014 | non qualificata |
| 2016 | non qualificata |
| 2018 | non qualificata |
| 2021 | non qualificata |
| 2023 | non qualificata |
| 2024 | non qualificata |
| 2025 | 1º posto        |

## Under 21
La selezione nazionale under 21 rappresenta gli Stati Uniti d'America nelle competizioni internazionali dove il limite di età è di 21 anni.
| 2023 | 6º posto |
| 2025 | 9º posto |

| 2024 | 1º posto |

| 2022 | 1º posto |
| 2023 | 1º posto |

## Under 20
La selezione nazionale under 20 (sostituita a partire dal 2022 dall'under 21) rappresentava gli Stati Uniti d'America nelle competizioni internazionali dove il limite di età era di 20 anni.
| 1977 | 5º posto        |
| 1981 | non qualificata |
| 1985 | non qualificata |
| 1987 | non qualificata |
| 1989 | non qualificata |
| 1991 | non qualificata |
| 1993 | non qualificata |
| 1995 | non qualificata |
| 1997 | non qualificata |
| 1999 | 8º posto        |
| 2001 | 13º posto       |
| 2003 | non qualificata |
| 2005 | 11º posto       |
| 2007 | 4º posto        |
| 2009 | 12º posto       |
| 2011 | 4º posto        |
| 2013 | 17º posto       |
| 2015 | non qualificata |
| 2017 | 7º posto        |
| 2019 | 8º posto        |
| 2021 | 5º posto        |

| 1998 | 1º posto |
| 2000 | 2º posto |
| 2002 | 2º posto |
| 2004 | 1º posto |
| 2006 | 1º posto |
| 2008 | 1º posto |
| 2010 | 1º posto |
| 2012 | 2º posto |
| 2014 | 1º posto |
| 2016 | 2º posto |
| 2018 | 1º posto |

| 2011 | non qualificata |
| 2013 | non qualificata |
| 2015 | non qualificata |
| 2017 | 1º posto        |
| 2019 | non qualificata |

## Under 19
La selezione nazionale under 19 rappresenta gli Stati Uniti d'America nelle competizioni internazionali dove il limite di età è di 19 anni.
| 2023 | 1º posto |
| 2025 | 2º posto |

| 2022 | 1º posto |
| 2023 | 1º posto |

## Under 18
La selezione nazionale under 18 (sostituita a partire dal 2022 dall'under 19) rappresentava gli Stati Uniti d'America nelle competizioni internazionali dove il limite di età era di 18 anni.
| 2010 | 2º posto |

| 1989 | 10º posto       |
| 1991 | non qualificata |
| 1993 | non qualificata |
| 1995 | non qualificata |
| 1997 | non qualificata |
| 1999 | 6º posto        |
| 2001 | non qualificata |
| 2003 | 4º posto        |
| 2005 | 4º posto        |
| 2007 | 10º posto       |
| 2009 | 12º posto       |
| 2011 | 9º posto        |
| 2013 | 2º posto        |
| 2015 | 2º posto        |
| 2017 | 8º posto        |
| 2019 | 1º posto        |
| 2021 | 3º posto        |

| 1998 | 1º posto |
| 2000 | 2º posto |
| 2002 | 1º posto |
| 2004 | 1º posto |
| 2006 | 1º posto |
| 2008 | 1º posto |
| 2010 | 1º posto |
| 2012 | 1º posto |
| 2014 | 2º posto |
| 2016 | 2º posto |
| 2018 | 1º posto |